# Shahdon Winchester
Shahdon Shane Andre Winchester (Princes Town, 8 de janeiro de 1992 — Gasparillo, 19 de dezembro de 2019) foi um futebolista trinitário que atuava como atacante.

## Carreira
Em seu país, jogou no W Connection entre 2009 e 2016, atuando em 64 partidas e fazendo 34 gols. Pelos Savonetta Boys, foi campeão nacional em 2013–14, além de ter vencido uma Copa de Trinidad e Tobago (2013–14) e um Campeonato de Clubes do Caribe (2009). Em 2012 assinou com o Sông Lam Nghệ An por empréstimo, entretanto não atuou pelo clube vietnamita.
Também atuou no futebol finlandês (FF Jaro e SJK, ambos por empréstimo), no Azerbaijão (Kəpəz FK) e no México (Murciélagos).

## Seleção
Entre 2008 e 2012, Winchester integrou as seleções de base de Trinidad e Tobago, estreando na equipe principal dos Soca Warriors em 2010, contra Antígua e Barbuda. Ficou 3 anos fora das convocações, voltando em 2013 num amistoso contra a Romênia.
Sua maior sequência de jogos foi em 2016, quando atuou 9 vezes por Trinidad. Fez parte do elenco que disputou a Copa Ouro da CONCACAF de 2019, disputando apenas uma partida na competição, contra a Guiana.

## Morte
Winchester morreu num acidente automobilístico em Gasparillo (região sul da ilha de Trinidad) em 19 de dezembro de 2019, quando seu carro bateu num poste telefônico e foi atingido pelo transformador, pegando fogo em seguida. Além do atacante, sua namorada e 2 amigos também faleceram.

## Títulos
W Connection
- Campeonato Trinitário: 1 (2013–14)
- Copa de Trinidad e Tobago: 1 (2013–14)
- Campeonato de Clubes do Caribe: 1 (2009)
- Digicel Charity Shield: 1 (2012)
- First Citizens Cup: 1 (2015
- TOYOTA Classic: 2 (2011 e 2015)
- Lucozade Sport Goal Shield: 1 (2009)